# Esfaqueamentos em Sascachevão em 2022
Em 4 de setembro de 2022, um esfaqueamento em massa ocorreu em 13 locais na Nação Cree James Smith e em Weldon, Saskatchewan, Canadá, no qual 10 pessoas morreram e outras 18 ficaram feridas. Acredita-se que algumas das vítimas foram visadas, enquanto outras foram atacadas aleatoriamente. É um dos massacres mais mortais da história canadense.
Alertas de emergência relacionados aos incidentes foram emitidos em toda a província de Saskatchewan e posteriormente estendidos a Manitoba e Alberta. A polícia rapidamente identificou e procurou dois suspeitos na onda de assassinatos: os irmãos Damien Sanderson, 31, e Myles Sanderson, 30. Em 5 de setembro, Damien foi encontrado morto com vários ferimentos. Por volta das 15h30. em 7 de setembro, depois que seu veículo foi manobrado pelo PIT para fora da estrada pela polícia, Myles se rendeu e foi preso em Rosthern, Saskatchewan, antes de morrer sob custódia policial mais tarde naquele dia.
Em fevereiro de 2024, um inquérito da polícia local concluiu que Myles Sanderson morreu de overdose aguda por cocaína.